# Hvorledes en Blikdaase bliver til
Hvorledes en Blikdaase bliver til er en dansk dokumentarisk optagelse fra 1918.

## Handling
Fremstilling af dåser på Beauvais-fabrikken i København. Optaget 9. april 1918.